# Xã Yates, Michigan
Xã Yates (tiếng Anh: Yates Township) là một xã thuộc quận Lake, tiểu bang Michigan, Hoa Kỳ. Năm 2010, dân số của xã này là 761 người.